# Гранита
Гранита (граните) (итал. granita) — сицилийский десерт, представляющий собой колотый фруктовый лёд с сахаром. Разновидность шербета, но имеет более плотную структуру. Кулинарный критик Джеффри Стейнгартен (Jeffrey Steingarten) отмечает, что плотность десерта варьируется в зависимости от местности.
При приготовлении используются различные способы заморозки — более рыхлые варианты десерта готовятся в мороженице, а для более плотных лед счищают со стенок морозильной камеры для получения раздельных кристаллов.
Возможные ингредиенты: лимонный или апельсиновый сок, фисташки, миндаль, кофе, мята, жасмин, а также сезонные ягоды — земляника и шелковица. Возможно добавление вина или таких крепких алкогольных напитков, как водка (граппа), бренди, ликёры.
Шоколадная гранита традиционна в городе Катания, и, согласно Стейнгартену, нигде более в Сицилии не встречается.